# Guido Lippens
Guido Lippens (Terneuzen, 1939) is een Nederlandse beeldend kunstenaar.

## Leven en werk
Guido Lippens studeerde aan de Academie voor Industriële Vormgeving in Eindhoven. In de jaren zestig leek hij zich aan te sluiten bij het expressionisme en de pop art. Gestileerde figuratie werd gecombineerd met decoratieve patronen.
Vanaf de vroege jaren zeventig legde Lippens zich toe op het tekenen van regelmatige rasterpatronen, uitsluitend in zwart-wit, volgens strenge wetmatige principes waarin hij zocht naar contrast en dynamiek. Alles werd met de hand uitgevoerd, waarmee hij bewees dat een rationeel uitgangspunt niet hoeft te leiden tot een rigide resultaat. Dit werk sloot aan bij wat in Nederland Fundamentele schilderkunst werd genoemd. In 1982 werd Lippens uitgenodigd deel te nemen aan de dOCUMENTA VII in Kassel.
Van 1982-1990 was hij docent aan de Christelijke Hogeschool voor de Kunsten in Kampen. Vanaf die tijd zocht hij naar uitbreiding van zijn beeldrepertoire met motieven uit de beeldende kunst, de natuur, de decoratieve kunsten en gebruiksvoorwerpen met een karakteristieke vorm zoals de mattenklopper en het blad van een cirkelzaag. Met de keuze voor olieverf op doek deed kleur zijn intrede. De meest in het oog lopende toevoeging vanaf de late jaren 90 is het werken op en met multiplex als ondergrond en als zelfstandige, uitgezaagde vorm. Het uitzagen benadrukt het spelen met vorm en tegenvorm (of restvorm), dat altijd al in het werk aanwezig was maar nu met een verrassende levendigheid is doorgezet. De schijnbare regelmaat blijkt steeds verstoord of onvolledig.
Lippens trad op als jurylid van de Koninklijke Subsidie voor de Schilderkunst van 1992 tot 1999 en van de Buning Brongers Prijs van 2000 tot 2010.

## Werk in openbare collecties
- Centraal Museum in Utrecht
- Gemeentemuseum Den Haag
- Museum Jan Cunen in Oss
- Museum Prinsenhof Delft in Delft
- Museum De Wieger in Deurne
- Noordbrabants Museum in Den Bosch
- Stedelijk Museum Amsterdam
- Stedelijk Museum Schiedam
- TextielMuseum in Tilburg
- Van Abbemuseum in Eindhoven
- Zeeuws Museum in Middelburg

## Werk in openbare gebouwen
- Luchtspiegeling, kantongerecht Bergen op Zoom

Zijn werk was onder meer te zien in de tentoonstelling 'De kracht van herhaling' in 1966 in Museum De Wieger in Deurne en in Museum Jan Cunen in Oss en in 2014 in Middelburg. Zijn werk is ook opgenomen in particuliere collecties in Nederland en Duitsland.
- Gemeinsame Normdatei: 142519995
- International Standard Name Identifier: 0000 0000 8776 8231
- Nederlandse Thesaurus van Auteursnamen: 070676887
- RKD-Nederlands Instituut voor Kunstgeschiedenis: 50328
- Union List of Artist Names: 500381133
- Virtual International Authority File: 127446954
- WorldCat: E39PBJxxjdQWT4vwyDKfMxJCcP